# Rolbasculebrug
De rolbasculebrug is een bijzondere vorm van de basculebrug. Het is een beweegbare brug die opengaat door een rolbeweging, een rotatie ten opzichte van de horizontale y-as in combinatie met een beweging langs de x-as. Dit is mogelijk doordat het draaipunt buiten de constructie ligt. Bij openen van de brug verplaatst het draaipunt zich dus ook langs een horizontale lijn. De rolbasculebrug wordt ook wel Scherzerbrug genoemd, naar de Amerikaanse ingenieur William Scherzer (1858-1893) die dit brugtype uitvond.
Het voordeel van een rolbasculebrug is dat er geen kelder nodig is voor het contragewicht; een nadeel is dat er geen onbeperkte doorrijhoogte is voor het wegverkeer.
Er bestaan ook uitvoeringen waarbij de rijbaan op het contragewicht ligt en de rolbaan in een kelder, een voorbeeld daarvan is de Brug over de Noord.

## Voorbeelden
- België: Mexicobrug en Oosterweelbrug in Antwerpen
- Denemarken: Halsskovbrug in Korsør
- Frankrijk: Pegasusbrug nabij Ouistreham
- Nederland: Blauwpoortsbrug in Leiden, Brug over de Noord en Brug 626 in Amsterdam
- Verenigde Koninkrijk: Egerton Bridge over Egerton Dock, Birkenhead, Merseyside

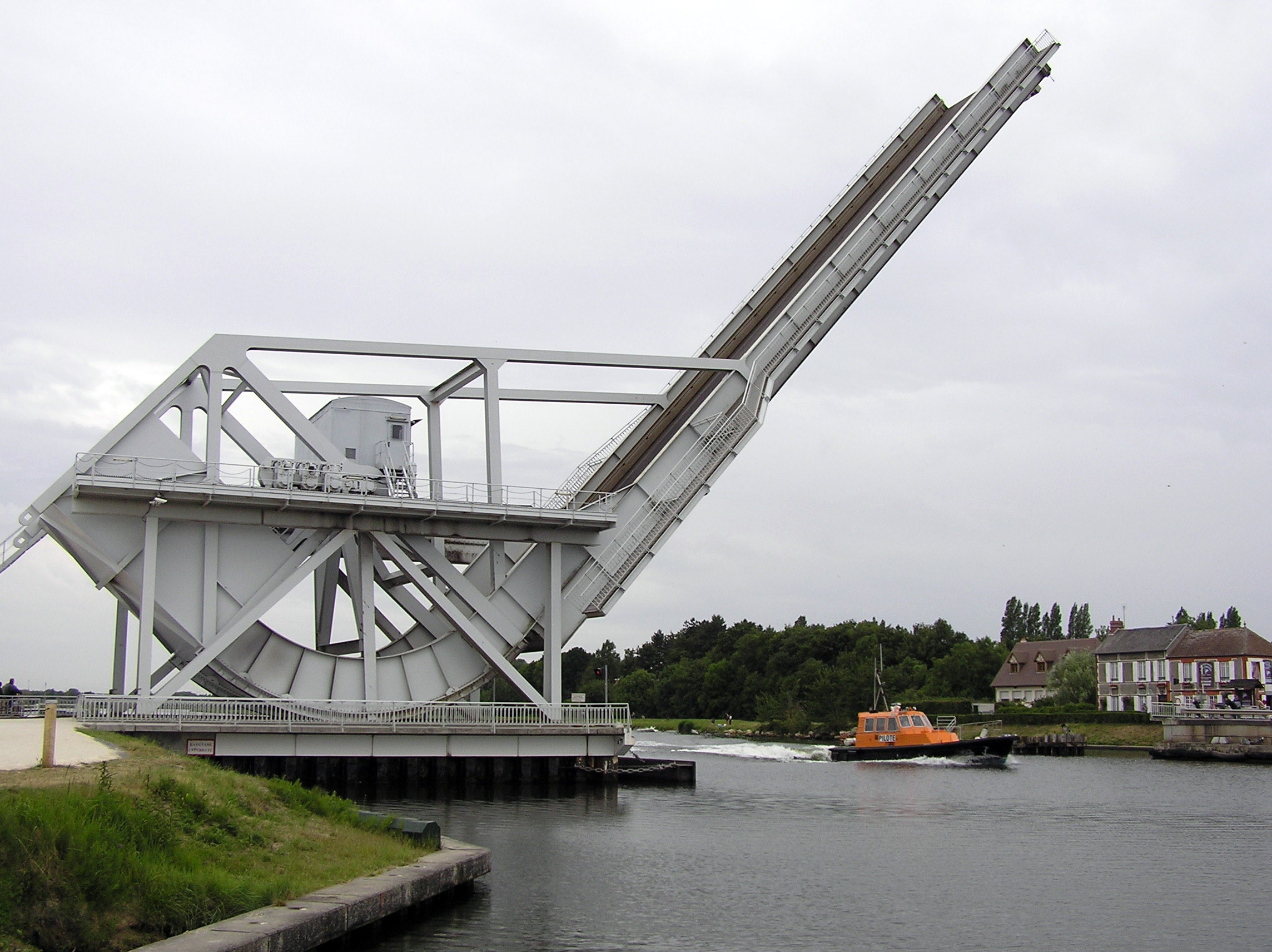
De nieuwe Pegasusbrug in geopende toestand
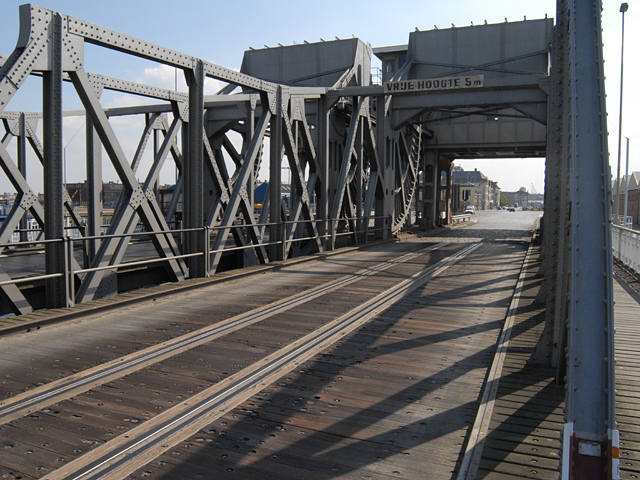
De Mexicobrug in Antwerpen
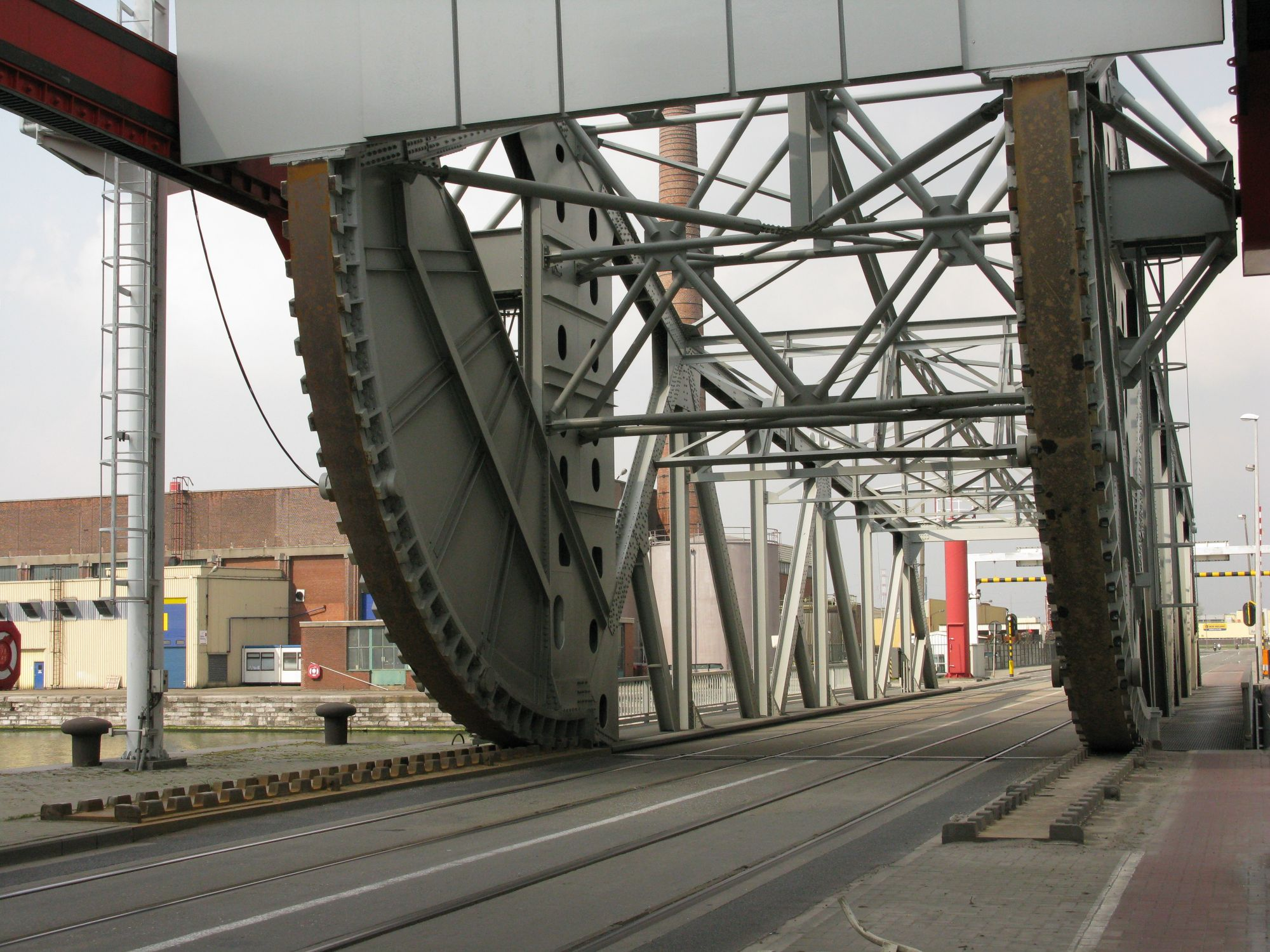
Oosterweelbrug in Antwerpen
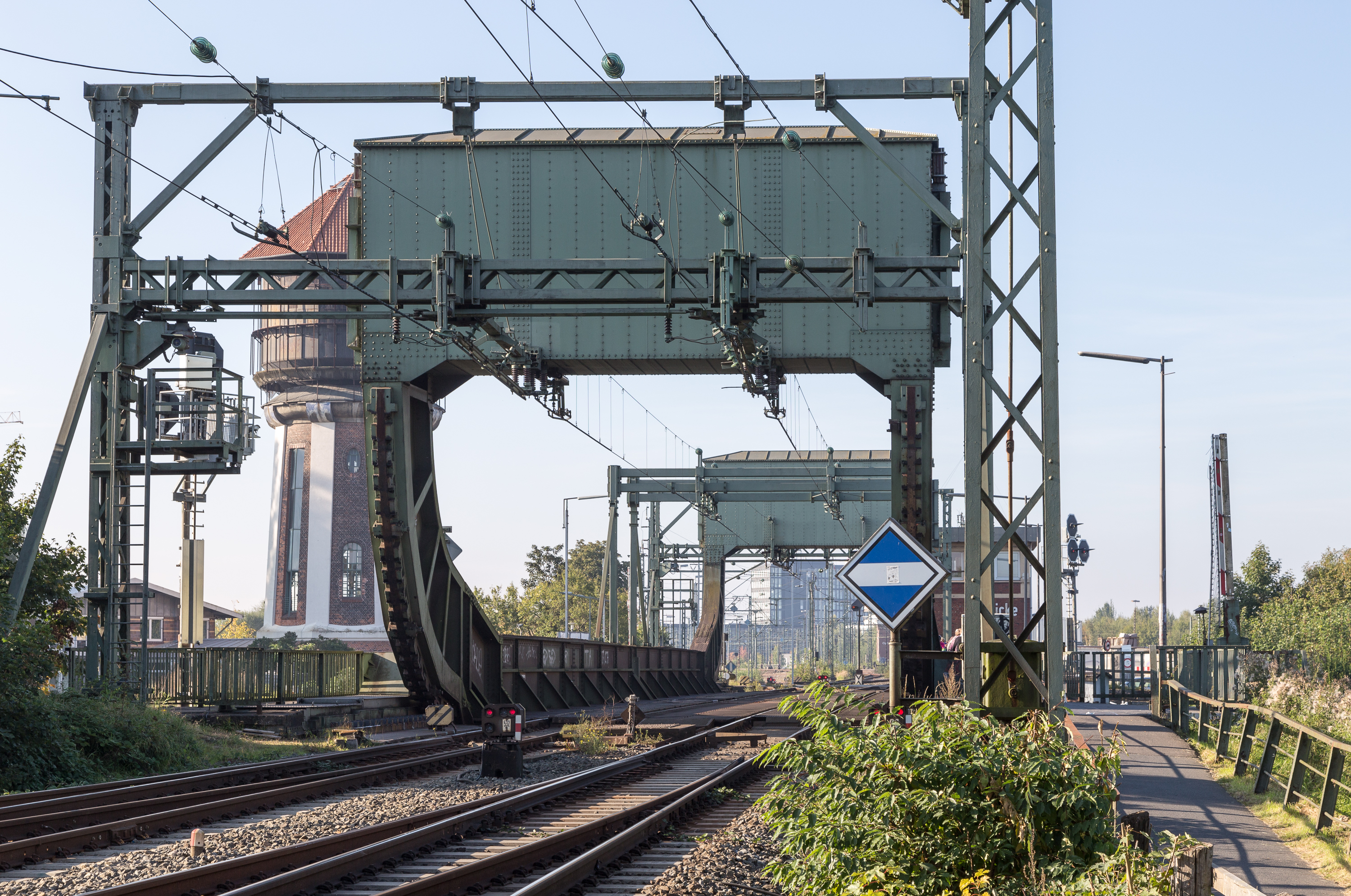
Spoorwegbrug in Oldenburg, Duitsland

afzinkbare brug · basculebrug · draaibrug · hefbrug · kantelbrug · kraanbrug · oorgatbrug · ophaalbrug · opkrulbare brug · opvouwbare brug · pontbrug · pontonbrug · rolbasculebrug · rolbrug · schipbrug · tafelbrug · valbrug · vliegtuigslurf · vlotbrug · zweefbrug